# Adhafera
Zeta Leonis (ζ Leo / ζ Leonis) è una stella della costellazione del Leone. Viene spesso indicata con il nome tradizionale Adhafera (Aldhafera, Adhafara), dall'arabo الضفيرة (al-ðafīrah), «il ricciolo (della criniera)».
Aldhafera appartiene alla classe spettrale F0, ha magnitudine apparente +3,44 ed è situata ad una distanza di 260 anni luce dal Sole.
Le stelle di questa classe spettrale sono scarse come numero, perché stanno passando un periodo di transizione in cui una stella della sequenza principale si sta evolvendo in gigante rossa.
Un milione di anni fa Zeta Leonis era una stella di classe spettrale A e, in un altro milione d'anni, diventerà un gigante arancione di classe K, per poi divenire, in un centinaio di milioni d'anni, una gigante rossa con un raggio grande quanto quello dell'orbita terrestre.